# Roy Orbison/Diskografie
Diese Diskografie ist eine Übersicht über die musikalischen Werke des US-amerikanischen Sängers Roy Orbison. Den Schallplattenauszeichnungen zufolge hat er bisher mehr als 13 Millionen Tonträger verkauft, davon alleine in seiner Heimat über 5,5 Millionen. Seine erfolgreichste Veröffentlichung ist das Album Mystery Girl mit über 2,4 Millionen verkauften Einheiten.

## Alben

### Studioalben
| Jahr | Titel                              | Höchstplatzierung, Gesamtwochen, AuszeichnungChartplatzierungen (Jahr, Titel, Platzierungen, Wochen, Auszeichnungen, Anmerkungen) | Höchstplatzierung, Gesamtwochen, AuszeichnungChartplatzierungen (Jahr, Titel, Platzierungen, Wochen, Auszeichnungen, Anmerkungen) | Höchstplatzierung, Gesamtwochen, AuszeichnungChartplatzierungen (Jahr, Titel, Platzierungen, Wochen, Auszeichnungen, Anmerkungen) | Höchstplatzierung, Gesamtwochen, AuszeichnungChartplatzierungen (Jahr, Titel, Platzierungen, Wochen, Auszeichnungen, Anmerkungen) | Höchstplatzierung, Gesamtwochen, AuszeichnungChartplatzierungen (Jahr, Titel, Platzierungen, Wochen, Auszeichnungen, Anmerkungen) | Anmerkungen                                                                                              |
| Jahr | Titel                              | DE | AT | CH | UK | US | Anmerkungen                                                                                              |
| ---- | ---------------------------------- | --- | --- | --- | --- | --- | --- |
| 1961 | Lonely and Blue                    | — | — | — | UK14 (8 Wo.)UK | — | Erstveröffentlichung: 1961 Produzent: Fred Foster                                                        |
| 1962 | Crying                             | — | — | — | UK17 (3 Wo.)UK | US21 (31 Wo.)US | Erstveröffentlichung: 1962 Produzent: Fred Foster                                                        |
| 1963 | In Dreams                          | — | — | — | UK6 (58 Wo.)UK | US35 (38 Wo.)US | Erstveröffentlichung: Juli 1963 Produzent: Fred Foster                                                   |
| 1964 | The Exciting Sounds of Roy Orbison | — | — | — | UK17 (2 Wo.)UK | — | Erstveröffentlichung: Juli 1964 UK-Version des Albums At the Rock House von 1961 Produzent: Sam Phillips |
| 1964 | Oh, Pretty Woman                   | — | — | — | UK5 (16 Wo.)UK | — | Erstveröffentlichung: November 1964                                                                      |
| 1965 | There Is Only One                  | — | — | — | UK10 (12 Wo.)UK | US55 (17 Wo.)US | Erstveröffentlichung: Juli 1965 Produzenten: Wesley Rose, Jim Vienneau                                   |
| 1965 | Orbisongs                          | — | — | — | UK40 (1 Wo.)UK | US136 (11 Wo.)US | Erstveröffentlichung: Oktober 1965 Charteintritt in UK erst im Juli 1967 Produzent: Fred Foster          |
| 1966 | The Orbison Way                    | — | — | — | UK11 (10 Wo.)UK | US128 (3 Wo.)US | Erstveröffentlichung: Januar 1966 Produzenten: Wesley Rose, Jim Vienneau                                 |
| 1966 | The Classic Roy Orbison            | — | — | — | UK12 (8 Wo.)UK | — | Erstveröffentlichung: Juli 1966 Produzenten: Wesley Rose, Jim Vienneau                                   |
| 1989 | Mystery Girl                       | DE4 Gold · (50 Wo.)DE | AT4 (16 Wo.)AT | CH3 Gold · (14 Wo.)CH | UK2 Platin · (24 Wo.)UK | US5 Platin · (28 Wo.)US | Erstveröffentlichung: 30. Januar 1989 Executive Producer: Barbara Orbison                                |
| 1992 | King of Hearts                     | — | — | — | UK23 (4 Wo.)UK | US179 (2 Wo.)US | Erstveröffentlichung: Oktober 1992 Executive Producer: Barbara Orbison                                   |

grau schraffiert: keine Chartdaten aus diesem Jahr verfügbar
Weitere Studioalben
- 1961: At the Rock House
- 1962: Orbiting With (Splitalbum mit Bristow Hopper)
- 1967: Roy Orbison Sings Don Gibson
- 1967: The Fastest Guitar Alive
- 1967: Cry Softly Lonely One
- 1969: Roy Orbison’s Many Moods
- 1969: The Original Sound
- 1970: Hank Williams the Roy Orbison Way
- 1970: The Big O
- 1972: Roy Orbison Sings
- 1972: Memphis
- 1973: Milestones
- 1976: I’m Still in Love with You
- 1977: Regeneration
- 1979: Laminar Flow
- 1981: My Spell on You
- 1986: Class of ’55 (mit Johnny Cash, Jerry Lee Lewis und Carl Perkins) – Grammy (Beste gesprochene oder Nicht-Musik-Aufnahme), für die enthaltenen Interviews
- 1987: Only the Lonely
- 2015: One of the Lonely Ones

### Livealben
| Jahr | Titel                   | Höchstplatzierung, Gesamtwochen, AuszeichnungChartplatzierungen (Jahr, Titel, Platzierungen, Wochen, Auszeichnungen, Anmerkungen) | Höchstplatzierung, Gesamtwochen, AuszeichnungChartplatzierungen (Jahr, Titel, Platzierungen, Wochen, Auszeichnungen, Anmerkungen) | Höchstplatzierung, Gesamtwochen, AuszeichnungChartplatzierungen (Jahr, Titel, Platzierungen, Wochen, Auszeichnungen, Anmerkungen) | Höchstplatzierung, Gesamtwochen, AuszeichnungChartplatzierungen (Jahr, Titel, Platzierungen, Wochen, Auszeichnungen, Anmerkungen) | Höchstplatzierung, Gesamtwochen, AuszeichnungChartplatzierungen (Jahr, Titel, Platzierungen, Wochen, Auszeichnungen, Anmerkungen) | Anmerkungen                         |
| Jahr | Titel                   | DE | AT | CH | UK | US | Anmerkungen                         |
| ---- | ----------------------- | --- | --- | --- | --- | --- | ----------------------------------- |
| 1989 | A Black and White Night | — | — | — | UK51 (3 Wo.)UK | US123 (12 Wo.)US | Erstveröffentlichung: November 1989 |

Weitere Livealben
- 1989: The Big O: Live Birmingham, Alabama
- 1997: Combo Concert: 1965 Holland
- 1998: Live at the BBC
- 2003: Live from the Queens Theatre, Hornchurch, England (Aufnahme: 18. Oktober 1975)
- 2003: Live in Birmingham, Alabama, 1980 (Aufnahme: 13. Juli 1980)
- 2009: The Last Concert (Aufnahme: 4. Dezember 1988)
- 2013: The Last Concert (CD + DVD)

### Kompilationen
| Jahr | Titel                                                                                 | Höchstplatzierung, Gesamtwochen, AuszeichnungChartplatzierungen (Jahr, Titel, Platzierungen, Wochen, Auszeichnungen, Anmerkungen) | Höchstplatzierung, Gesamtwochen, AuszeichnungChartplatzierungen (Jahr, Titel, Platzierungen, Wochen, Auszeichnungen, Anmerkungen) | Höchstplatzierung, Gesamtwochen, AuszeichnungChartplatzierungen (Jahr, Titel, Platzierungen, Wochen, Auszeichnungen, Anmerkungen) | Höchstplatzierung, Gesamtwochen, AuszeichnungChartplatzierungen (Jahr, Titel, Platzierungen, Wochen, Auszeichnungen, Anmerkungen) | Höchstplatzierung, Gesamtwochen, AuszeichnungChartplatzierungen (Jahr, Titel, Platzierungen, Wochen, Auszeichnungen, Anmerkungen) | Anmerkungen                                                                           |
| Jahr | Titel                                                                                 | DE | AT | CH | UK | US | Anmerkungen                                                                           |
| ---- | ------------------------------------------------------------------------------------- | --- | --- | --- | --- | --- | ------------------------------------------------------------------------------------- |
| 1963 | Roy Orbison’s Greatest Hits                                                           | DE31 (12 Wo.)DE | — | — | UK40 (1 Wo.)UK | US13 Gold · (140 Wo.)US | Erstveröffentlichung: August 1962 Charteintritt DE: Februar 1965 / UK: September 1967 |
| 1964 | More of Roy Orbison’s Greatest Hits                                                   | — | — | — | — | US19 (30 Wo.)US | Erstveröffentlichung: Juli 1964                                                       |
| 1964 | Early Orbison                                                                         | — | — | — | — | US101 (11 Wo.)US | Erstveröffentlichung: Oktober 1964                                                    |
| 1966 | The Very Best of Roy Orbison                                                          | — | — | — | — | US94 (10 Wo.)US | Erstveröffentlichung: Juli 1966                                                       |
| 1973 | The All-Time Greatest Hits                                                            | — | — | — | UK39 (3 Wo.)UK | — | Erstveröffentlichung: Januar 1973                                                     |
| 1975 | The Best of Roy Orbison                                                               | — | — | — | UK1 Gold · (20 Wo.)UK | — | Erstveröffentlichung: November 1975                                                   |
| 1981 | Golden Days                                                                           | — | — | — | UK63 Gold · (5 Wo.)UK | — | Erstveröffentlichung: Juli 1981                                                       |
| 1987 | In Dreams: The Greatest Hits                                                          | — | — | — | UK86 Silber · (2 Wo.)UK | US95 Gold · (15 Wo.)US | Erstveröffentlichung: Juni 1987 Charteintritt in US erst im Januar 1989               |
| 1988 | The Legendary Roy Orbison                                                             | — | — | — | UK1 ×2Doppelplatin · (38 Wo.)UK                                                                                                   | — | Erstveröffentlichung: Oktober 1988                                                    |
| 1989 | For the Lonely: An Anthology, 1956–1965                                               | — | — | — | — | US110 (13 Wo.)US | Erstveröffentlichung: Dezember 1988                                                   |
| 1989 | Blue Bayou: Seine 24 schönsten Love-Songs                                             | DE13 (17 Wo.)DE | — | — | — | — | Erstveröffentlichung: Mai 1989                                                        |
| 1990 | Ballads                                                                               | — | — | — | UK38 (10 Wo.)UK | — | Erstveröffentlichung: Oktober 1990                                                    |
| 1996 | The Very Best of Roy Orbison                                                          | DE75 (4 Wo.)DE | — | — | UK18 Gold · (11 Wo.)UK | US186 (1 Wo.)US | Erstveröffentlichung: November 1996                                                   |
| 1996 | The Very Best of Roy Orbison: The German Collection (DE) The Austrian Collection (AT) | DE77 (2 Wo.)DE | AT24 (5 Wo.)AT | — | — | — | Erstveröffentlichung: September 2000                                                  |
| 2001 | Love Songs                                                                            | — | — | — | UK4 Gold · (11 Wo.)UK | — | Erstveröffentlichung: Januar 2001                                                     |
| 2004 | The Platinum Collection                                                               | — | — | — | UK16 Silber · (6 Wo.)UK | — | Erstveröffentlichung: August 2004                                                     |
| 2006 | The Very Best Of                                                                      | — | — | — | UK20 Platin · (6 Wo.)UK | — | Erstveröffentlichung: Oktober 2006                                                    |
| 2011 | Super Hits                                                                            | — | — | — | — | US104 Gold · (10 Wo.)US | Erstveröffentlichung: Februar 2011                                                    |
| 2011 | Opus Collection                                                                       | — | — | — | — | US65 (3 Wo.)US | Erstveröffentlichung: Mai 2011                                                        |
| 2011 | The Monument Singles Collection                                                       | — | — | — | UK87 (1 Wo.)UK | — | Erstveröffentlichung: Juni 2011                                                       |
| 2017 | A Love So Beautiful                                                                   | — | — | — | UK2 Platin · (24 Wo.)UK | US151 (1 Wo.)US | Erstveröffentlichung: 3. November 2017 mit dem Royal Philharmonic Orchestra           |
| 2018 | Unchained Melodies                                                                    | — | — | — | UK3 Gold · (13 Wo.)UK | — | Erstveröffentlichung: 16. November 2018 mit dem Royal Philharmonic Orchestra          |
| 2019 | A Love So Beautiful / Unchained Melodies                                              | — | — | — | UK22 (1 Wo.)UK | — | Erstveröffentlichung: 14. Juni 2019 mit dem Royal Philharmonic Orchestra              |

grau schraffiert: keine Chartdaten aus diesem Jahr verfügbar
Weitere Kompilationen
- 1964: Exciting Sounds of Roy Orbison
- 1970: The Great Songs of Roy Orbison
- 1980: 20 Golden Greats
- 1986: The Very Best of Roy Orbison
- 1989: The Collection
- 1989: The All-Time Greatest Hits of Roy Orbison Volume One (US: Platin)
- 1989: The All-Time Greatest Hits of Roy Orbison Volume Two (US: Gold)
- 1996: Pretty Woman: The Best of Roy Orbison (UK: Gold)
- 1998: The Big O: The Original Singles Collection (2 CDs, UK: Silber)
- 1999: 16 Biggest Hits (US: Gold)
- 2001: Orbison 1955–1965 (7 CDs)
- 2002: 20 Golden Hits
- 2002: Big Hits from the Big O (UK: Gold)
- 2003: The Hits Collection (3 CDs, UK: Silber)
- 2005: The Anthology (UK: Gold)
- 2006: The Essential Roy Orbison
- 2008: Playlist: The Very Best of Roy Orbison
- 2013: Anthology (3 CDs)
- 2014: The Sun Years 1956–1958
- 2015: Roy Orbison Sings
- 2015: The Real … (3 CDs)
- 2015: The MGM Years 1965–1973
- 2016: The Ultimate Collection (UK: Platin)

## Singles
| Jahr | Titel Album                                                              | Höchstplatzierung, Gesamtwochen, AuszeichnungChartplatzierungen (Jahr, Titel, Album, Platzierungen, Wochen, Auszeichnungen, Anmerkungen) | Höchstplatzierung, Gesamtwochen, AuszeichnungChartplatzierungen (Jahr, Titel, Album, Platzierungen, Wochen, Auszeichnungen, Anmerkungen) | Höchstplatzierung, Gesamtwochen, AuszeichnungChartplatzierungen (Jahr, Titel, Album, Platzierungen, Wochen, Auszeichnungen, Anmerkungen) | Höchstplatzierung, Gesamtwochen, AuszeichnungChartplatzierungen (Jahr, Titel, Album, Platzierungen, Wochen, Auszeichnungen, Anmerkungen) | Höchstplatzierung, Gesamtwochen, AuszeichnungChartplatzierungen (Jahr, Titel, Album, Platzierungen, Wochen, Auszeichnungen, Anmerkungen) | Höchstplatzierung, Gesamtwochen, AuszeichnungChartplatzierungen (Jahr, Titel, Album, Platzierungen, Wochen, Auszeichnungen, Anmerkungen) | Anmerkungen | [↑]: gemeinsam behandelt mit vorhergehendem Eintrag; [←]: in beiden Charts platziert |
| Jahr | Titel Album                                                              | DE | AT | CH | UK | US | R&B | Anmerkungen |                                                                                      |
| ---- | ------------------------------------------------------------------------ | --- | --- | --- | --- | --- | --- | --- | ------------------------------------------------------------------------------------ |
| 1956 | Ooby Dooby At the Rock House                                             | — | — | — | — | US59 (8 Wo.)US | — | Erstveröffentlichung: Mai 1956 mit The Teen Kings Autoren: Wade Moore, Allen Penner                                                                                 |                                                                                      |
| 1960 | Up Town Roy Orbison’s Greatest Hits                                      | — | — | — | — | US72 (6 Wo.)US | — | Erstveröffentlichung: November 1959 Autoren: Joe Melson, Roy Orbison                                                                                                |                                                                                      |
| 1960 | Only the Lonely (Know the Way I Feel) Lonely and Blue                    | — | — | — | UK1 Silber · (24 Wo.)UK | US2 (21 Wo.)US | R&B14 (7 Wo.)R&B | Erstveröffentlichung: Mai 1960 Grammy Hall of Fame Platz 234 der Rolling Stone 500 (Liste 2011) Autoren: Joe Melson, Roy Orbison                                    |                                                                                      |
| 1960 | Blue Angel Lonely and Blue                                               | — | — | — | UK11 (16 Wo.)UK | US9 (14 Wo.)US | R&B23 (4 Wo.)R&B | Erstveröffentlichung: August 1960 Autoren: Joe Melson, Roy Orbison                                                                                                  |                                                                                      |
| 1960 | I’m Hurtin’ Lonely and Blue                                              | — | — | — | — | US27 (8 Wo.)US | — | Erstveröffentlichung: November 1960 Autoren: Joe Melson, Roy Orbison                                                                                                |                                                                                      |
| 1961 | Running Scared Crying                                                    | — | — | — | UK9 (15 Wo.)UK | US1 (17 Wo.)US | — | Erstveröffentlichung: März 1961 Autoren: Joe Melson, Roy Orbison |                                                                                      |
| 1961 | Candy Man Roy Orbison’s Greatest Hits                                    | — | — | — | — | US25 (24 Wo.)US | — | Erstveröffentlichung: Juli 1961 Autoren: Fred Neil, Beverly Ross Original: Steve Lawrence, 1959                                                                     |                                                                                      |
| 1961 | Cryin’ Crying                                                            | — | — | — | UK25 (9 Wo.)UK | US2 (16 Wo.)US | — | Erstveröffentlichung: Juli 1961 Autoren: Joe Melson, Roy Orbison |                                                                                      |
| 1962 | Dream Baby (How Long Must I Dream) Roy Orbison’s Greatest Hits           | — | — | — | UK2 (14 Wo.)UK | US4 (12 Wo.)US | — | Erstveröffentlichung: Februar 1962 Autor: Cindy Walker |                                                                                      |
| 1962 | The Crowd Roy Orbison’s Greatest Hits                                    | — | — | — | UK40 (4 Wo.)UK | US26 (10 Wo.)US | — | Erstveröffentlichung: Mai 1962 Autoren: Joe Melson, Roy Orbison |                                                                                      |
| 1962 | Workin’ for the Man More of Roy Orbison’s Greatest Hits                  | — | — | — | UK50 (1 Wo.)UK | US33 (11 Wo.)US | — | Erstveröffentlichung: September 1962 Autor: Roy Orbison |                                                                                      |
| 1962 | Léah More of Roy Orbison’s Greatest Hits                                 | — | — | — | — | US25 (10 Wo.)US | — | B-Seite von Workin’ for the Man Autor: Roy Orbison |                                                                                      |
| 1963 | In Dreams                                                                | — | — | — | UK6 Silber · (23 Wo.)UK | US7 (13 Wo.)US | R&B19 (3 Wo.)R&B | Erstveröffentlichung: Januar 1963 Platz 319 der Rolling Stone 500 (Liste 2011) Autor: Roy Orbison                                                                   |                                                                                      |
| 1963 | Falling More of Roy Orbison’s Greatest Hits                              | — | — | — | UK9 (11 Wo.)UK | US22 (8 Wo.)US | — | Erstveröffentlichung: Mai 1963 Autor: Roy Orbison |                                                                                      |
| 1963 | Mean Woman Blues More of Roy Orbison’s Greatest Hits                     | — | — | — | UK3 (19 Wo.)UK | US5 (13 Wo.)US | R&B8 (6 Wo.)R&B | Erstveröffentlichung: August 1963 Autor: Claude Demetrius Original: Elvis Presley, 1957                                                                             |                                                                                      |
| 1963 | Blue Bayou In Dreams                                                     | — | — | —[UK: ↑] | UK3 (19 Wo.)UK | US29 (10 Wo.)US | R&B26 (3 Wo.)R&B | B-Seite von Mean Woman Blues Platz 85 der Songs of the Century (BMI, Liste 1999) Autoren: Joe Melson, Roy Orbison                                                   |                                                                                      |
| 1963 | Pretty Paper More of Roy Orbison’s Greatest Hits                         | DE28 (2 Wo.)DE | — | — | UK6 (11 Wo.)UK | US15 (7 Wo.)US | — | Erstveröffentlichung: November 1963 Charteinstieg UK: November 1964 / DE: Februar 1965 Autor: Willie Nelson Original: Steve Lawrence, 1963                          |                                                                                      |
| 1964 | Borne on the Wind More of Roy Orbison’s Greatest Hits                    | — | — | — | UK15 (10 Wo.)UK | — | — | Erstveröffentlichung: Februar 1964 Autoren: Bill Dees, Roy Orbison                                                                                                  |                                                                                      |
| 1964 | It’s Over More of Roy Orbison’s Greatest Hits                            | — | — | — | UK1 (18 Wo.)UK | US9 (11 Wo.)US | — | Erstveröffentlichung: März 1964 Autoren: Bill Dees, Roy Orbison |                                                                                      |
| 1964 | Oh, Pretty Woman Orbisongs                                               | DE1 Gold · (18 Wo.)DE | AT5 (4 Wo.)AT | — | UK1 Platin · (18 Wo.)UK | US1 Gold · (15 Wo.)US | — | Erstveröffentlichung: August 1964 Grammy (Best Pop Vocal, Male) (postum 1990) Platz 224 der Rolling Stone 500 (Liste 2011) Autoren: Bill Dees, Roy Orbison          |                                                                                      |
| 1965 | Goodnight Orbisongs                                                      | DE29 (2 Wo.)DE | — | — | UK14 (9 Wo.)UK | US21 (7 Wo.)US | — | Erstveröffentlichung: Januar 1965 Autoren: Bill Dees, Roy Orbison                                                                                                   |                                                                                      |
| 1965 | (Say) You’re My Girl Orbisongs                                           | — | — | — | UK23 (8 Wo.)UK | US39 (7 Wo.)US | — | Erstveröffentlichung: Juni 1965 Autoren: Bill Dees, Roy Orbison |                                                                                      |
| 1965 | Ride Away There Is Only One                                              | — | — | — | UK34 (5 Wo.)UK | US25 (10 Wo.)US | — | Erstveröffentlichung: August 1965 Autor: Roy Orbison |                                                                                      |
| 1965 | Crawlin’ Back The Orbison Way                                            | — | — | — | UK19 (9 Wo.)UK | US46 (7 Wo.)US | — | Erstveröffentlichung: Oktober 1965 Autoren: Bill Dees, Roy Orbison                                                                                                  |                                                                                      |
| 1965 | Let the Good Times Roll Orbisongs                                        | — | — | — | — | US81 (3 Wo.)US | — | Erstveröffentlichung: November 1965 Autoren: Shirley Goodman, Leonard Lee Original: Shirley & Lee, 1956                                                             |                                                                                      |
| 1966 | Breakin’ Up Is Breakin’ My Heart The Orbison Way                         | — | — | — | UK22 (6 Wo.)UK | US31 (8 Wo.)US | — | Erstveröffentlichung: 22. Januar 1966 Autoren: Bill Dees, Roy Orbison                                                                                               |                                                                                      |
| 1966 | Twinkle Toes The Classic Roy Orbison                                     | — | — | — | UK29 (5 Wo.)UK | US39 (6 Wo.)US | — | Erstveröffentlichung: März 1966 Autoren: Bill Dees, Roy Orbison |                                                                                      |
| 1966 | Lana Crying                                                              | — | — | — | UK15 (9 Wo.)UK | — | — | Erstveröffentlichung: Mai 1966 Autoren: Joe Melson, Roy Orbison |                                                                                      |
| 1966 | Too Soon to Know Roy Orbison Sings Don Gibson                            | — | — | — | UK3 (17 Wo.)UK | US68 (5 Wo.)US | — | Erstveröffentlichung: Juli 1966 Autor und Original: Don Gibson, 1957                                                                                                |                                                                                      |
| 1966 | There Won’t Be Many Coming Home The Fastest Guitar Alive                 | — | — | — | UK12 (9 Wo.)UK | — | — | Erstveröffentlichung: November 1966 Autoren: Bill Dees, Roy Orbison                                                                                                 |                                                                                      |
| 1966 | Communication Breakdown Cry Softly Lonely One                            | — | — | — | — | US60 (7 Wo.)US | — | Erstveröffentlichung: November 1966 Autoren: Bill Dees, Roy Orbison                                                                                                 |                                                                                      |
| 1967 | So Good –                                                                | — | — | — | UK32 (6 Wo.)UK | — | — | Erstveröffentlichung: Februar 1967 Autoren: Bill Dees, Roy Orbison                                                                                                  |                                                                                      |
| 1967 | Cry Softly Lonely One                                                    | — | — | — | — | US52 (6 Wo.)US | — | Erstveröffentlichung: Juli 1967 Autoren: Don Gant, Joe Melson |                                                                                      |
| 1968 | Walk On Roy Orbison’s Many Moods                                         | — | — | — | UK39 (10 Wo.)UK | — | — | Erstveröffentlichung: Juni 1968 Autoren: Bill Dees, Roy Orbison |                                                                                      |
| 1968 | Heartache Roy Orbison’s Many Moods                                       | — | — | — | UK44 (4 Wo.)UK | — | — | Erstveröffentlichung: September 1968 Autoren: Bill Dees, Roy Orbison                                                                                                |                                                                                      |
| 1969 | My Friend The Great Songs of Roy Orbison                                 | — | — | — | UK35 (4 Wo.)UK | — | — | Erstveröffentlichung: März 1969 Autoren: Bill Dees, Roy Orbison |                                                                                      |
| 1969 | Penny Arcade The Big O                                                   | — | — | — | UK27 Silber · (14 Wo.)UK | — | — | Erstveröffentlichung: August 1969 Autor: Sammy King |                                                                                      |
| 1980 | That Lovin’ You Feelin’ Again Emmylou Harris: Duets                      | — | — | — | — | US55 (8 Wo.)US | — | Erstveröffentlichung: 21. Mai 1980 mit Emmylou Harris vom Soundtrack des Films Roadie Grammy (Best Country Duo) Autoren: Chris Price, Roy Orbison                   |                                                                                      |
| 1985 | Wild Hearts (… Time) Shape of the Universe: A Souvenir of Insignificance | — | — | — | UK76 (4 Wo.)UK | — | — | Erstveröffentlichung: Mai 1985 vom Soundtrack des Films Insignificance – Die verflixte Nacht Autoren: Will Jennings, Roy Orbison                                    |                                                                                      |
| 1989 | You Got It Mystery Girl                                                  | DE9 (18 Wo.)DE | AT4 (16 Wo.)AT | CH9 (11 Wo.)CH | UK3 Gold · (10 Wo.)UK | US9 (18 Wo.)US | — | Erstveröffentlichung: Januar 1989 Autoren: Jeff Lynne, Tom Petty, Roy Orbison Produzent: Jeff Lynne                                                                 |                                                                                      |
| 1989 | She’s a Mystery to Me Mystery Girl                                       | — | — | — | UK27 (5 Wo.)UK | — | — | Erstveröffentlichung: März 1989 Autoren: David Evans, Paul Hewson Produzent: Bono                                                                                   |                                                                                      |
| 1989 | California Blue Mystery Girl                                             | DE34 (15 Wo.)DE | — | — | UK77 (3 Wo.)UK | — | — | Erstveröffentlichung: Juni 1989 Autoren: Jeff Lynne, Tom Petty, Roy Orbison Produzent: Jeff Lynne                                                                   |                                                                                      |
| 1992 | I Drove All Night King of Hearts                                         | DE52 (10 Wo.)DE | — | — | UK7 Silber · (12 Wo.)UK | — | — | Erstveröffentlichung: März 1992 Autoren: Billy Steinberg, Tom Kelly Original: Cyndi Lauper, 1989                                                                    |                                                                                      |
| 1992 | Crying King of Hearts                                                    | — | — | — | UK13 (6 Wo.)UK | — | — | Erstveröffentlichung: August 1992 mit k.d. lang Grammy (Best Country Collaboration) Autoren: Joe Melson, Roy Orbison Produzenten: David Was, Don Was, Pete Anderson |                                                                                      |
| 1992 | Heartbreak Radio King of Hearts                                          | DE69 (5 Wo.)DE | — | — | UK36 (3 Wo.)UK | — | — | Erstveröffentlichung: 26. Oktober 1992 Autoren: Frankie Miller, Troy Seals Original: Frankie Miller, 1980                                                           |                                                                                      |

grau schraffiert: keine Chartdaten aus diesem Jahr verfügbar
Weitere Singles
- 1956: Rockhouse
- 1957: Sweet and Easy to Love (mit The Roses)
- 1957: Chicken-Hearted
- 1958: Seems to Me
- 1959: Almost Eighteen
- 1959: Paper Boy
- 1960: Sweet and Easy to Love
- 1963: San Fernando
- 1967: Sweet Dreams
- 1967: She
- 1968: Born to Be Loved by You
- 1969: She Cheats on Me
- 1970: So Young (Liebesthema aus Zabriskie Point)
- 1971: (Love Me Like You Did It) Last Night
- 1972: God Love You
- 1972: Remember the Good
- 1972: Memphis, Tennessee
- 1973: Blue Rain (Coming Down)
- 1973: I Wanna Live
- 1974: Sweet Mamma Blue
- 1975: Spanish Nights
- 1975: It’s Lonely
- 1976: Belinda
- 1976: (I’m A) Southern Man
- 1979: Easy Way Out
- 1979: Poor Baby
- 2001: Domino

## Videoalben
| Jahr | Titel               | Höchstplatzierung, Gesamtwochen, AuszeichnungChartplatzierungen (Jahr, Titel, Platzierungen, Wochen, Auszeichnungen, Anmerkungen) | Höchstplatzierung, Gesamtwochen, AuszeichnungChartplatzierungen (Jahr, Titel, Platzierungen, Wochen, Auszeichnungen, Anmerkungen) | Höchstplatzierung, Gesamtwochen, AuszeichnungChartplatzierungen (Jahr, Titel, Platzierungen, Wochen, Auszeichnungen, Anmerkungen) | Höchstplatzierung, Gesamtwochen, AuszeichnungChartplatzierungen (Jahr, Titel, Platzierungen, Wochen, Auszeichnungen, Anmerkungen) | Höchstplatzierung, Gesamtwochen, AuszeichnungChartplatzierungen (Jahr, Titel, Platzierungen, Wochen, Auszeichnungen, Anmerkungen) | Anmerkungen                                       |
| Jahr | Titel               | DE | AT | CH | UK | US | Anmerkungen                                       |
| ---- | ------------------- | --- | --- | --- | --- | --- | ------------------------------------------------- |
| 1988 | Black & White Night | — | — | — | UK4 Platin · (173 Wo.)UK | US— GoldUS | Erstveröffentlichung: 1961 Produzent: Fred Foster |

Weitere Videoalben
- 1989: Live Texas 86
- 1992: I Drove All Night: Starring Jason Priestley
- 1998: Combo Concert: Holland 1965
- 1999: The Anthology
- 1999: In Dreams
- 2001: Live at Austin City Limit
- 2003: Live at Austin City Limits August 5, 1982
- 2003: Greatest Hits
- 2005: Live from Australia
- 2007: In Dreams
- 2007: The Legend Lives On

## Statistik

### Chartauswertung
|                     | DE    | AT    | CH    | UK     | US     |
| ------------------- | ----- | ----- | ----- | ------ | ------ |
| Nummer-eins-Alben   | DE—DE | AT—AT | CH—CH | UK2UK  | US—US  |
| Top-10-Alben        | DE1DE | AT1AT | CH1CH | UK7UK  | US1US  |
| Alben in den Charts | DE5DE | AT2AT | CH1CH | UK24UK | US16US |

|                       | DE    | AT    | CH    | UK     | US     | R&B     |
| --------------------- | ----- | ----- | ----- | ------ | ------ | ------- |
| Nummer-eins-Singles   | DE1DE | AT—AT | CH—CH | UK3UK  | US2US  | R&B—R&B |
| Top-10-Singles        | DE2DE | AT2AT | CH1CH | UK12UK | US10US | R&B1R&B |
| Singles in den Charts | DE7DE | AT2AT | CH1CH | UK35UK | US31US | R&B5R&B |

|                          | DE    | AT    | CH    | UK    | US    |
| ------------------------ | ----- | ----- | ----- | ----- | ----- |
| Nummer-eins-Videoalben   | DE—DE | AT—AT | CH—CH | UK—UK | US—US |
| Top-10-Videoalben        | DE—DE | AT—AT | CH—CH | UK1UK | US—US |
| Videoalben in den Charts | DE—DE | AT—AT | CH—CH | UK1UK | US—US |

### Auszeichnungen für Musikverkäufe
| Silberne Schallplatte - Vereinigtes Königreich - 2025: für das Lied Crying Goldene Schallplatte - Australien - 1989: für die Single You Got It - 1990: für das Album A Black and White Night - 1993: für das Album King of Hearts - 2005: für das Album Roy Orbison: His Greatest Hits - Belgien - 1997: für das Album The Very Best of Roy Orbison - Dänemark - 2024: für die Single Oh, Pretty Woman - Finnland - 1989: für das Album Mystery Girl - Italien - 2024: für die Single Oh, Pretty Woman - Kanada - 1989: für die Single You Got It - 2004: für das Videoalbum Greatest Hits - Neuseeland - 1980: für das Album 20 Golden Greats - 1990: für das Album A Black and White Night - Schweden - 1989: für das Album Mystery Girl - 1989: für die Single You Got It - Spanien - 1990: für das Album A Black and White Night - 2024: für die Single You Got It | Platin-Schallplatte - Australien - 2007: für das Videoalbum Greatest Hits - 2010: für das Videoalbum In Dreams - 2010: für das Videoalbum 1973 Live From Australia - 2010: für das Album The Very Best Of Roy Orbison - Kanada - 1989: für das Album The Legendary Roy Orbison - 2007: für das Videoalbum A Black & White Night Live - Neuseeland - 1989: für das Album In Dreams: The Greatest Hits - 1990: für das Album Mystery Girl - 2006: für das Album The Very Best of Roy Orbison - 2022: für die Single Oh, Pretty Woman - Niederlande - 1990: für das Album Mystery Girl - Schweden - 2000: für das Album The Very Best of Roy Orbison - Spanien - 1989: für das Album Mystery Girl - 2024: für die Single Oh, Pretty Woman | 2× Platin-Schallplatte - Australien - 2007: für das Videoalbum Live At Austin City Limits - 2016: für das Album The Essential - Neuseeland - 2004: für das Videoalbum A Black & White Night Live 3× Platin-Schallplatte - Australien - 1989: für das Album Mystery Girl - Kanada - 1989: für das Album Mystery Girl 11× Platin-Schallplatte - Australien - 2010: für das Videoalbum A Black & White Night Live |

Anmerkung: Auszeichnungen in Ländern aus den Charttabellen bzw. Chartboxen sind in ebendiesen zu finden.
| Land/RegionAuszeichnungen für Musikverkäufe (Land/Region, Auszeichnungen, Verkäufe, Quellen) | Silber     | Gold       | Platin       | Verkäufe  | Quellen                       |
| -------------------------------------------------------------------------------------------- | ---------- | ---------- | ------------ | --------- | ----------------------------- |
| Australien (ARIA)                                                                            | —          | 4× Gold4   | 22× Platin22 | 590.000   | aria.com.au                   |
| Belgien (BRMA)                                                                               | —          | Gold1      | —            | 25.000    | ultratop.be                   |
| Dänemark (IFPI)                                                                              | —          | Gold1      | —            | 45.000    | ifpi.dk                       |
| Deutschland (BVMI)                                                                           | —          | 2× Gold2   | —            | 750.000   | musikindustrie.de             |
| Finnland (IFPI)                                                                              | —          | Gold1      | —            | 48.518    | ifpi.fi                       |
| Italien (FIMI)                                                                               | —          | Gold1      | —            | 50.000    | fimi.it                       |
| Kanada (MC)                                                                                  | —          | 2× Gold2   | 5× Platin5   | 510.000   | musiccanada.com               |
| Neuseeland (RMNZ)                                                                            | —          | 2× Gold2   | 6× Platin6   | 115.000   | aotearoamusiccharts.co.nz NZ2 |
| Niederlande (NVPI)                                                                           | —          | —          | Platin1      | 100.000   | nvpi.nl                       |
| Schweden (IFPI)                                                                              | —          | Gold1      | Platin1      | 110.000   | sverigetopplistan.se          |
| Schweiz (IFPI)                                                                               | —          | Gold1      | —            | 25.000    | hitparade.ch                  |
| Spanien (Promusicae)                                                                         | —          | 2× Gold2   | 2× Platin2   | 240.000   | mediafire.com                 |
| Vereinigte Staaten (RIAA)                                                                    | —          | 7× Gold7   | 2× Platin2   | 5.550.000 | riaa.com                      |
| Vereinigtes Königreich (BPI)                                                                 | 9× Silber9 | 9× Gold9   | 8× Platin8   | 4.890.000 | bpi.co.uk                     |
| Insgesamt                                                                                    | 9× Silber9 | 34× Gold34 | 47× Platin47 |           |                               |